# 293
Évszázadok: 2. század – 3. század – 4. század
Évtizedek: 240-es évek – 250-es évek – 260-as évek – 270-es évek – 280-as évek – 290-es évek – 300-as évek – 310-es évek – 320-as évek – 330-as évek – 340-es évek
Évek: 288 – 289 – 290 – 291 –  292 – 293 – 294 – 295 – 296 – 297 – 298

## Események

### Római Birodalom
- Diocletianus és Maximianus császárokat választják consulnak.
- Maximianus március 1-én caesarrá (trónörökössé) nevezi ki vejét és praetoriánus gárdájának parancsnokát, Constantius Chlorust. Diocletianus május 21-én hasonlóképpen tesz Galeriusszal, akihez hozzáadja lányát, Valeriát. Létrejön a tetrarchia intézménye, melyben a birodalom keleti és nyugati részét egy-egy császár (augustus) igazgatja, egy-egy kinevezett helyettessel (akiket fiukká fogadnak és házassággal is magukhoz kötnek).
- Constantius azt kapja feladatul, hogy számoljon le a szakadár Carausius britanniai és észak-galliai államával. Hosszas ostrom után elfoglalja a fontos kikötőváros Bononát, majd a a Rajna torkolatához indul, Carausisus frank szövetségesei ellen. A vereség miatt Carausiust kincstárnoka, Allectus meggyilkolja és átveszi a helyét.
- Diocletianus Sirmiumból Byzantiumba kíséri Galeriust, majd visszatér Sirmiumba. Galerius továbbutazik Egyiptomba, ahol elfoglalja Coptos és Boresis városokat és leveri a felső-egyiptomi felkelést.
- Diocletianus megkezdi a birodalom közigazgatásának reformját. Hogy csökkentse a lázadások esélyét, mintegy megduplázza a provinciák számát, és azokat összesen tizenkét dioceses-be csoportosítja; valamint szétválasztja a polgári és katonai kormányzók szerepét (korábban a helytartók voltak a provinciában állomásozó csapatok parancsnokai).

## Perzsia
- Meghal II. Bahrám szászánida király. Utóda kiskorú fia, III. Bahrám, de a nemesség jelentős része nem fogadja el őt, túl gyengének találják a fenyegető római támadás visszaverésére. Négy hónappal később nagyapjának testvére (I. Sápur utolsó, életben lévő fia), Narsak megdönti Bahrám uralmát.

## Halálozások
- II. Bahrám, szászánida király
- Carausius, római trónkövetelő

## Fordítás
- Ez a szócikk részben vagy egészben  a(z)   293 című német Wikipédia-szócikk ezen változatának fordításán alapul.  Az eredeti cikk szerkesztőit annak laptörténete sorolja fel. Ez a jelzés csupán a megfogalmazás eredetét és a szerzői jogokat jelzi, nem szolgál a cikkben szereplő információk forrásmegjelöléseként.